# غضينة (جعلان بني بو علي)
غضينة منطقة سكنية تقع في ولاية جعلان بني بو علي، التابعة لمحافظة جنوب الشرقية في سلطنة عمان. يقدر عدد سكانها بـ 154 نسمة حسب إحصاء عام 2010 التابع للمركز الوطني للإحصاء والمعلومات الحكومي. رمز المنطقة هو 80420360.

## الوصلات الخارجية
- المركز الوطني للإحصاء والمعلومات، سلطنة عمان